# غويلرمو لورينزو
غويلرمو لورينزو (بالإسبانية: Guillermo Lorenzo)‏ (5 يناير 1939 ببوينس آيرس في الأرجنتين - ) هو لاعب كرة قدم أرجنتيني في مركز الهجوم. لعب مع بوكا جونيورز وكيلمس.

## وصلات خارجية
- غويلرمو لورينزو على موقع أوليمبيديا (الإنجليزية)